# Spinball Whizzer
Spinball Whizzer, 2010 bis 2015 Sonic Spinball, in Alton Towers (Alton, Staffordshire, UK) ist eine Spinning-Stahlachterbahn vom Modell SC2200 des Herstellers Maurer Rides, die am 27. März 2004 eröffnet wurde.
Die Bahn ist als großer Flipperautomat gestaltet, wobei die Wagen die Kugeln repräsentieren.
Anfang Januar 2010 wurden Gerüchte über eine Neuthematisierung seitens des Parks bestätigt. Von 2010 bis 2015 fuhr die Achterbahn unter dem Namen Sonic Spinball benannt nach Sonic the Hedgehog, einer Figur des Spieleherstellers Sega und des entsprechenden Spiels Sonic the Hedgehog Spinball.

## Wagen
Spinball Whizzer besitzt acht Wagen. In jedem Wagen können vier Personen (zwei Reihen à zwei Personen, Rücken zu Rücken) Platz nehmen. Die Rotation der Wagen wird bestimmt durch die Anzahl und das Gewicht der Fahrgäste.